# Nacionalno prvenstvo ZDA 1896
Nacionalno prvenstvo ZDA 1896 v tenisu.

## Moški posamično
Robert Wrenn :  Fred Hovey  7-5 3-6 6-0 1-6 6-1

## Ženske posamično
Elisabeth Moore :  Juliette Atkinson  6-4, 4-6, 6-2, 6-2

## Moške dvojice
Carr Neel /  Sam Neel ;  Robert Wrenn /  Malcolm Chace 6–3, 1–6, 6–1, 3–6, 6–1

## Ženske dvojice
Elisabeth Moore /  Juliette Atkinson ;  Annabella Wistar /  Amy Williams 6–3, 9–7

## Mešane dvojice
Juliette Atkinson /  Edwin P. Fischer ;  Amy Williams /  Mantle Fielding 6–2, 6–3, 6–3